# Seznam německých panovníků podle data abdikace v roce 1918
Tento seznam zobrazuje všechny panovníky v rámci Německého císařství postupně podle toho kdy abdikovali během německé revoluce v roce 1918, která svrhla monarchii v Německu.
| pořadí | jméno dynastie                      | země                                          | obrázek | období vlády abdikace                          | poznámky                                          |
| ------ | ----------------------------------- | --------------------------------------------- | ------- | ---------------------------------------------- | ------------------------------------------------- |
| 1.     | Ludvík III. Wittelsbachové          | Bavorsko                                      |         | 1913–1918 7. listopad 1918                     | regentem 1912 až 1913                             |
| 2.     | Arnošt August Welfové               | Brunšvicko                                    |         | 1913–1918 8. listopad 1918                     |                                                   |
| 3.     | Vilém II. Hohenzollernové           | Německo a Prusko                              |         | 1888–1918 9. listopad 1918                     | zároveň německý císař a pruský král               |
| 4.     | Ernest Ludvík Hesenští              | Hesensko                                      |         | 1892–1918 9. listopad 1918                     |                                                   |
| 5.     | Vilém Arnošt Wettinové              | Sasko-Výmar-Eisenach                          |         | 1901–1918 9. listopad 1918                     |                                                   |
| 6.     | Bernard III. Wettinové              | Sasko-Meiningensko                            |         | 1914–1918 10. listopad 1918                    |                                                   |
| 7.     | Jindřich XXIV. Reussové             | Reussové starší linie                         |         | 1902–1918 11. listopad 1918                    | regent 1913 až 1918                               |
| 8.     | Jindřich XXVII. Reussové            | Reussové mladší linie                         |         | 1913–1918 11. listopad 1918                    | regentem mladší linie                             |
| 9.     | Fridrich August II. Oldenburkové    | Oldenbursko                                   |         | 1900–1918 11. listopad 1918                    |                                                   |
| 10.    | Jáchym Arnošt Askánci               | Anhaltsko                                     |         | 13. září – 12. listopad 1918 12. listopad 1918 | vládl regent                                      |
| 11.    | Leopold IV. Páni z Lippe            | Lippe                                         |         | 1905–1918 12. listopad 1918                    | regentem 1904 až 1905                             |
| 12.    | Fridrich Waldeck-Pyrmont            | Waldeck-Pyrmont                               |         | 1913 – 1918 13. listopad 1918                  |                                                   |
| 13.    | Arnošt II. Wettinové                | Sasko-Altenbursko                             |         | 1908–1918 13. listopad 1918                    |                                                   |
| 14.    | Fridrich August III. Wettinové      | Sasko                                         |         | 1904–1918 13. listopad 1918                    |                                                   |
| 15.    | Karel Eduard Wettinové              | Sasko-Koburg-Gotha                            |         | 1900–1918 14. listopad 1918                    | regent 1900 až 1905                               |
| 16.    | Fridrich František IV. Meklenburští | Meklenbursko-Zvěřínsko Meklenbursko-Střelicko |         | 1897–1918 14. listopad 1918                    | regentem Meklenburska-Střelicka v roce 1918       |
| 17.    | Adolf II. Páni z Lippe              | Schaumburg-Lippe                              |         | 1913–1918 15. listopad 1918                    |                                                   |
| 18.    | Fridrich II. Zähringenové           | Bádensko                                      |         | 1907–1918 22. listopad 1918                    |                                                   |
| 19.    | Günther Viktor Schwarzburgové       | Schwarzburg                                   |         | 1890–1918 22. listopad 1918                    | od roku 1909 kníže obou schwarzburských knížectví |
| 20.    | Vilém II. Württemberkové            | Württembersko                                 |         | 1891–1918 30. listopad 1918                    |                                                   |